# Мерв
Мерв (туркм. Merw; перс. مرو‎), — древнейший известный город Центральной Азии, стоявший на берегу реки Мургаб в юго-восточной части Туркменистана, в 30 км к востоку от современного города Мары, рядом с современным городом Байрамали.
Столица персидской сатрапии Маргиана и  огузской(тюркской) империи Сельджуков. Примерно в это время Мерв превратился в главный центр исламской науки и цивилизации, привлекая и воспитывая известных натурфилософов, поэтов, музыкантов, математиков и астрономов. Персидский физик Омар Хайям, среди прочих, провёл несколько лет, работая в обсерватории Мерва. Как писал о Мерве персидский географ аль-Истахри: «Из всех стран Ирана эти люди были известны своими талантами и образованностью».
Географ Якут аль-Хамави насчитал в Мерве до 10 крупных библиотек, в том числе одну, находящуюся в главной мечети и хранящую 12 тысяч томов книг.
Руины Мерва — памятник Всемирного наследия человечества. По некоторым оценкам, на рубеже XII—XIII веков Древний Мерв являлся крупнейшим городом мира с населением более полумиллиона человек. Площадь его шахристана достигала 350 га.
По словам географа Якута аль-Хамави, город и его постройки были видны с расстояния в один день пути. В 1221 году город открыл свои ворота монгольским захватчикам, что привело к масштабным разрушениям. Исторические источники утверждают, что практически всё население (включая беженцев) было убито; считается, что Толуй-хан убил 700 тысяч человек. К XIX веку под давлением русских офицеров окрестности Мерва были полностью заброшены.
Сегодня это место охраняется правительством Туркменистана как Государственный историко-культурный парк «Древний Мерв». Он был создан в 1987 году и регулируется законодательством страны. Это старейший и наиболее хорошо сохранившийся из городов-оазисов на историческом Шелковом пути в Центральной Азии. Несколько зданий и сооружений сохранились до наших дней, особенно те, что были построены в последние два тысячелетия. ЮНЕСКО внесла древний Мерв в список объектов Всемирного наследия.

## История

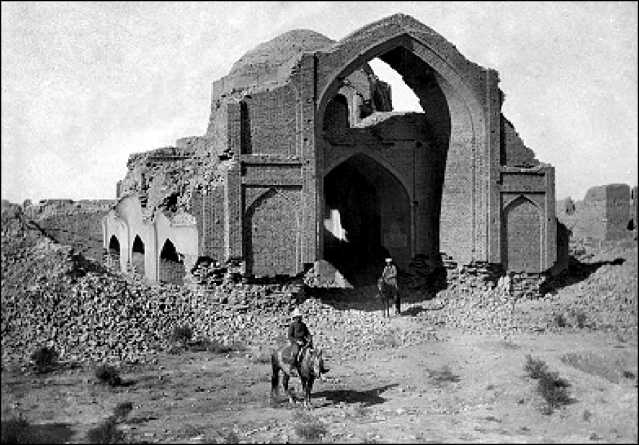
Остатки мечети в древнем Мерве.
Фото — конец XIX в.

Мервский оазис был заселён уже в эпоху Маргианской цивилизации (конец 3-го — начало 2-го тысячелетия до н. э.); в клинописных текстах упоминается как Маргу, откуда происходит название окружающей области. На рубеже нашей эры Мерв — один из главных городских центров Парфии с площадью в 60 км² и несколькими кольцами стен. Согласно китайским источникам, в 97 году до Мерва дошёл со своим отрядом китайский военачальник Бань Чао.
В первые века н.э. в Мерв приходит буддизм, что делает этот город самым западным пунктом раннего распространения буддизма.
В III веке в городе появляются первые христиане. Здесь формируется могущественная Мервская митрополия. Свидетельством их деятельности является христианский некрополь III—VI веков в окрестностях Старого Мерва, а также сооружение Хароба-Кошук в 18 километрах от Мерва, которое некоторыми исследователями считается руиной христианского храма.

## Раннее Средневековье
В раннем Средневековье в Мерве существовала еврейская община. В Мерве археологами были найдены еврейские надписи на оссуариях с надписанными по-еврейски именами: «Иосеф бар Иаков» и тому подобными.
После арабского завоевания Средней Азии в VII веке обретает вторую жизнь как плацдарм для завоевательных экспедиций на север и восток. При Аббасидах Мерв — один из главных центров арабской книжной учёности, обладавший десятью библиотеками. Город был известен как дом для иммигрантов из арабских стран, а также из Согдианы и других стран Центральной Азии. В период с 813 по 818 год, временное проживание халифа аль-Мамуна в Мерве фактически сделало город столицей всего Халифата.

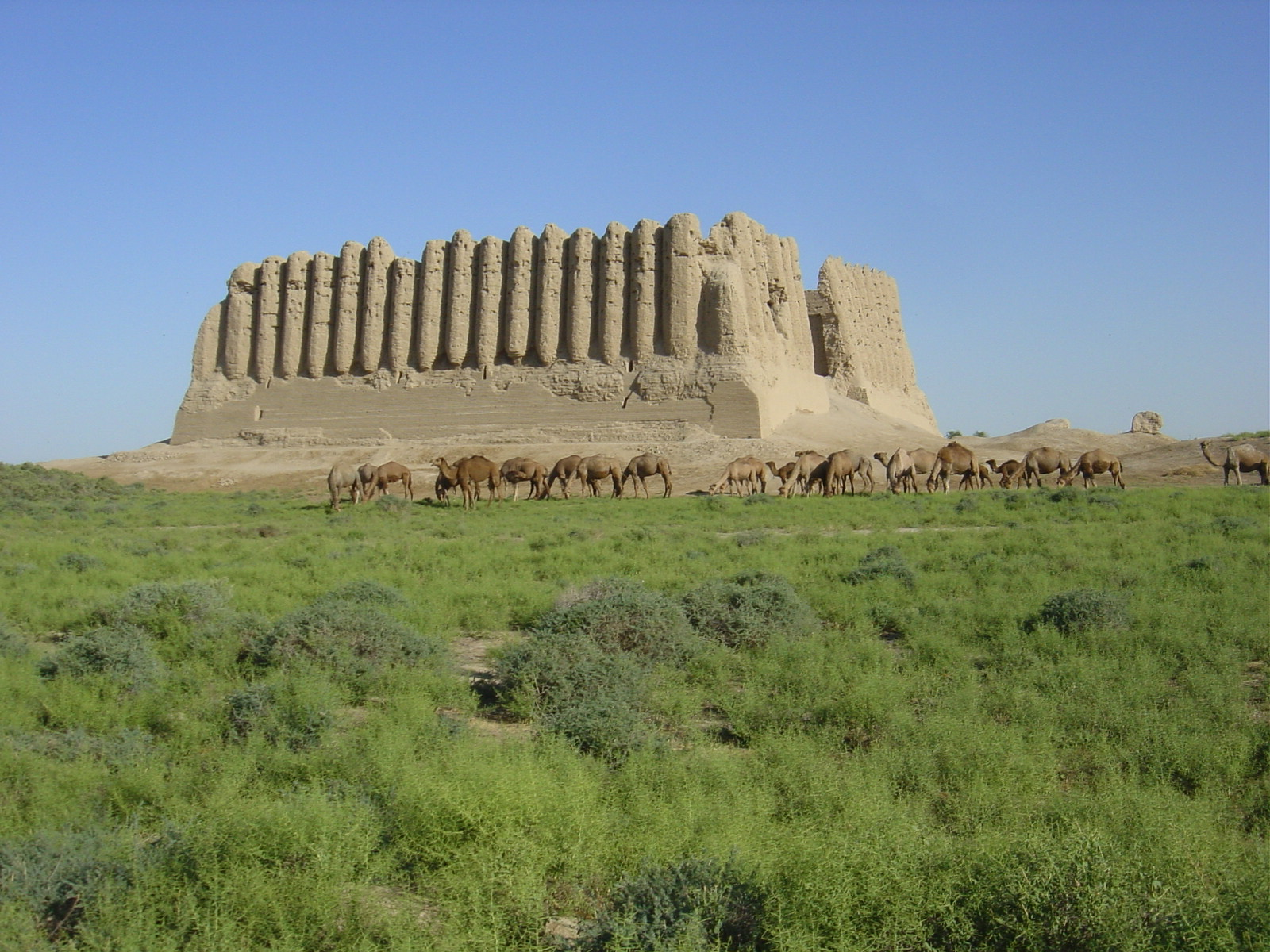
Крепость Большая Кыз-Гала, Древний Мерв, Туркменистан

Расцвет города начинается при правлении династии Саманидов.

## Эпоха Сельджукидов
Своего наивысшего расцвета Мерв достиг в середине XII века, когда султан Санджар сделал его столицей государства Сельджукидов. В это время Мерв поражал современников размахом своих построек и огромным населением, которое, по некоторым оценкам, было больше, чем население Константинополя и Багдада. Продолжал оставаться крупнейшим центром Средней Азии и при хорезмшахах.

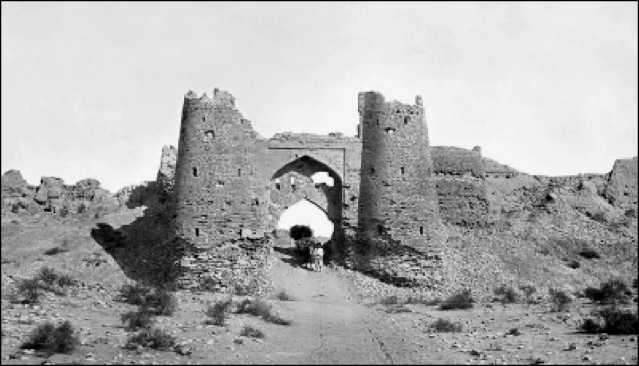
Руины Древнего Мерва

Хорезмшах Атсыз, воспользовавшись поражением Санджара в битве с каракитаями при Самарканде, зимой 1141 года захватил и разграбил Мерв.

## В составе государства Хорезмшахов-Ануштегинидов
При Текеше в 1193 году город был окончательно присоединён к Хорезму.
В этот период Мерв расширился до своих самых больших размеров — арабские и персидские географы называли его «матерью мира», «местом встречи великого и малого», «главным городом Хурасана» и столицей Восточного исламского мира. Письменные источники также свидетельствуют о большой библиотеке и медресе, основанных Низамом аль-Мульком (визирь: 1064—1092), а также о многих других крупных культурных учреждениях. Базар Мерва считался «лучшим из базаров крупнейших городов Ирана и Хурасана».
В XII веке Мерв был одним из крупнейших городов мира. К 1210 году в нём, возможно, проживало до 500 000 человек.
В 1221 году Мерв был разрушен монголами и не возродился до XV века, когда Тимуриды наконец привели в порядок его ирригационные сооружения, но Мерв не смог достичь былого величия, со временем поселение было перенесено на место современного туркменского города Мары.

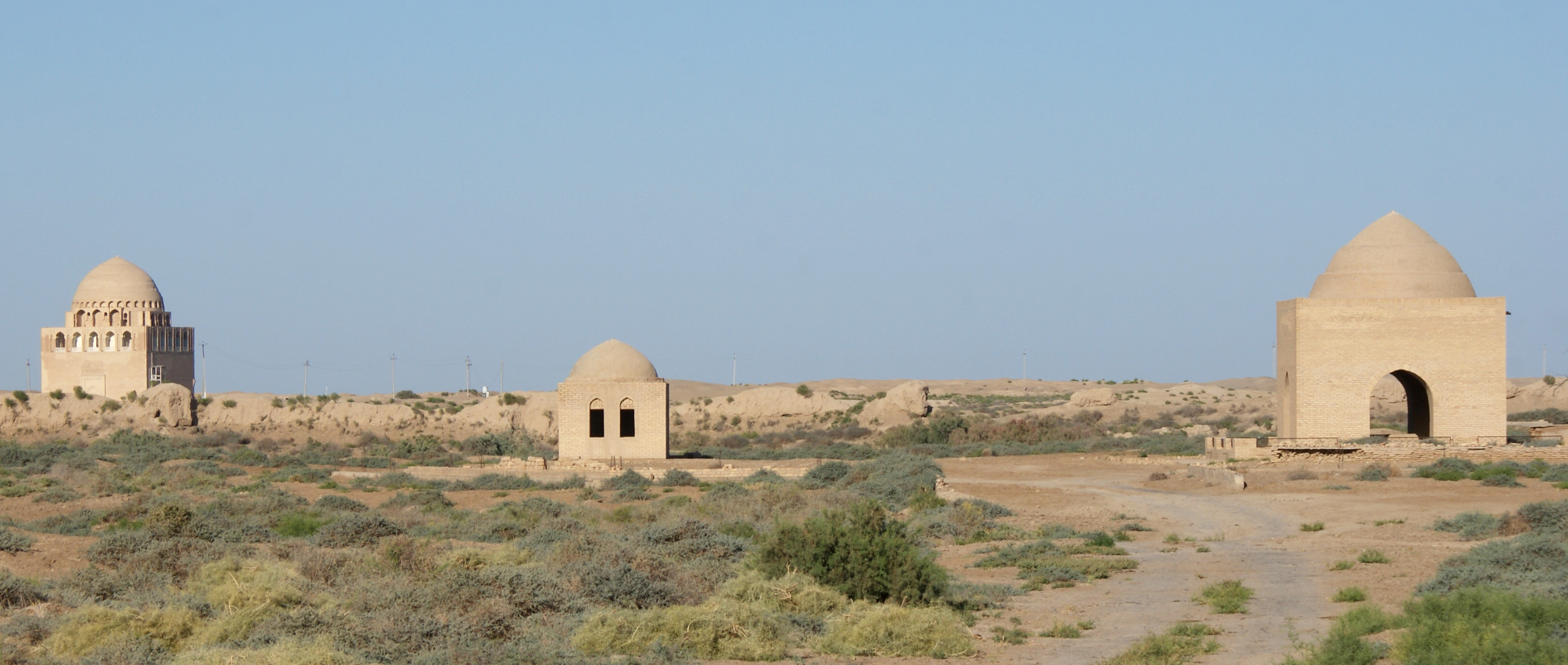
Мавзолейный комплекс Гыз Биби

## Мерв в XIV—XVIII веках

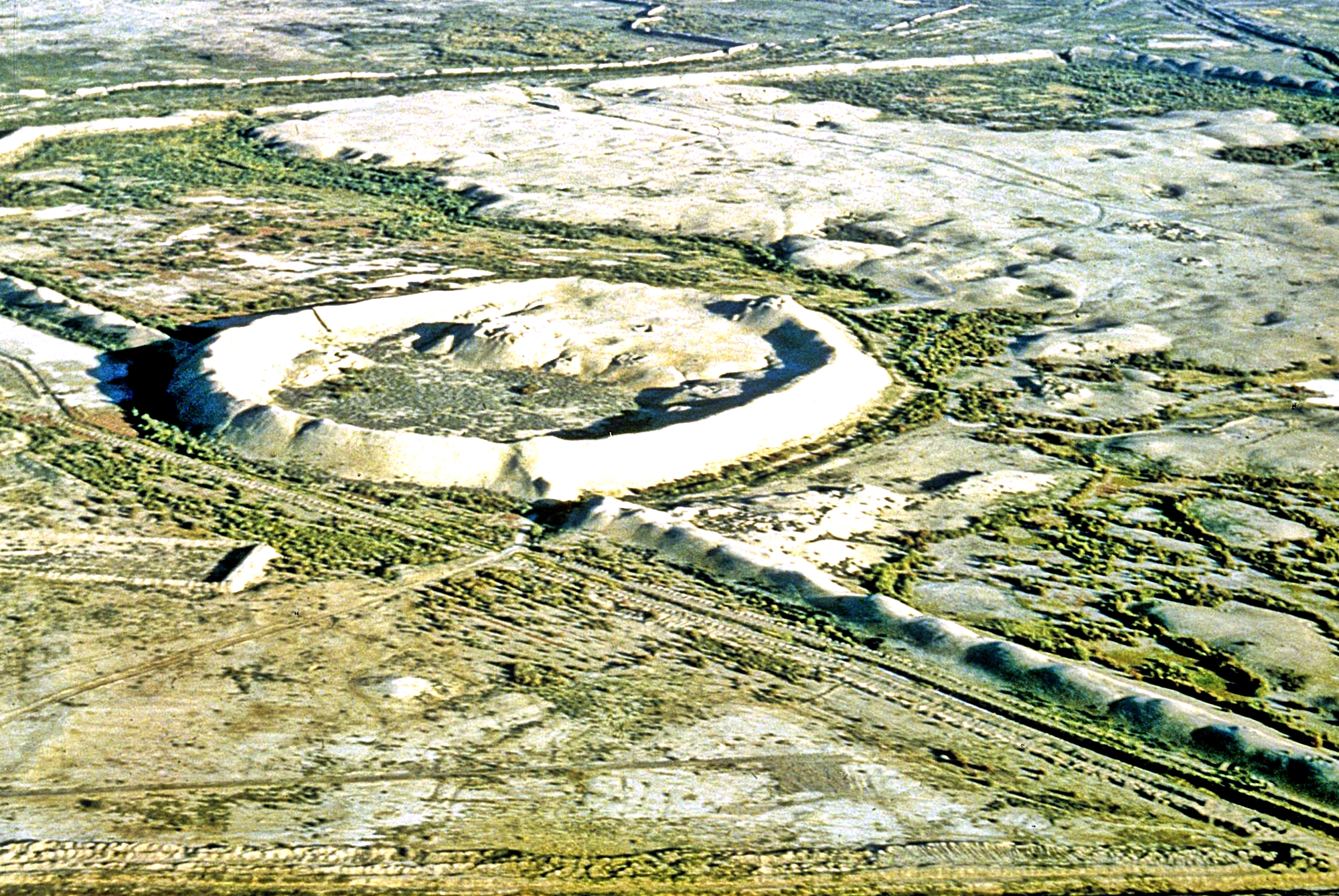
Цитадель Эрк-Кала с высоты птичьего полёта

2 декабря 1510 года (по другим данным 29 ноября 1510 года) произошла битва при Мерве между Сефевидами и Шейбанидами за контроль над Хорасаном, где войско Шейбани хана было окружено 17 тысячной армией Исмаила I и после ожесточенного сопротивления было разбито. Согласно историческим исследованиям, в бою пали многие представители узбекской аристократии и сам Шейбани-хан.
После смерти Шейбани-хана Мерв временно вошёл в состав государства Сефевидов.
Мерв перешёл к Хивинскому ханству в 1823 году. Английский разведчик-исследователь Александр Бернс в 1832 году побывал в Мерве. Примерно в это же время туркмены-текинцы, жившие тогда на реке Теджен, были вынуждены персами переселиться на север. Хива оспаривала продвижение текинцев, но в конечном счете, около 1856 года, последние стали суверенной властью в стране и оставались таковыми до тех пор, пока русские войска не заняли оазис в 1884 году. С установлением власти Российской империи (см. бой на Кушке) началось археологическое исследование территории Мервского оазиса, которое приобрело систематический характер в послевоенный период благодаря деятельности М. Е. Массона.

## Экономика

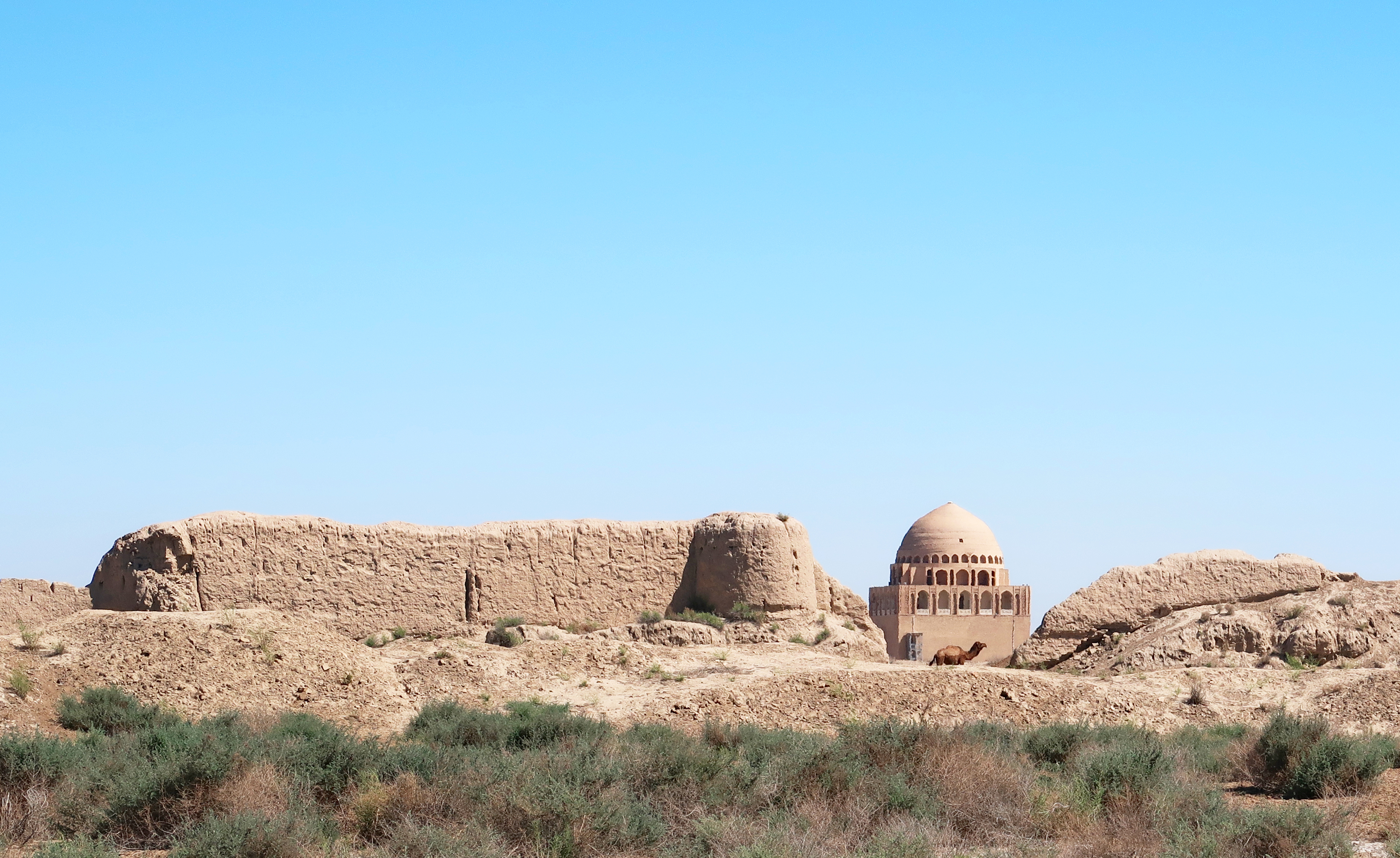
Древний город Мерв, наши дни

Оазис орошается сложной системой каналов, прорезанных в Мургабе. Эта страна во все времена славилась на всём Востоке своим плодородием. Все виды злаков и многие фрукты растут в большом изобилии (например, пшеница, просо, ячмень и дыни, а также рис и хлопок).
Семена хлопка, датируемые ещё V веком, найденные на археологических раскопках, являются первым свидетельством того, что хлопчатобумажные ткани уже были важной экономической составляющей Сасанидского города. Были выведены шелкопряды. Туркмены владеют известной породой лошадей и держат верблюдов, овец, крупный рогатый скот, ослов и мулов. Туркмены — рабочие.
Одним из открытий раскопок 1990-х годов была мастерская IX—X века, где производилась тигельная сталь, что подробно подтверждает современные сообщения арабского учёного Аль-Кинди (801—866). Он упомянул регион Хорасан как производящий сталь. Это было сделано в процессе совместного плавления, в котором чугун и кованое железо плавятся вместе.
Мервские ковры иногда считаются лучшими, чем персидские. Также местные жители делают войлок и грубую ткань из овечьей шерсти.

## Демография

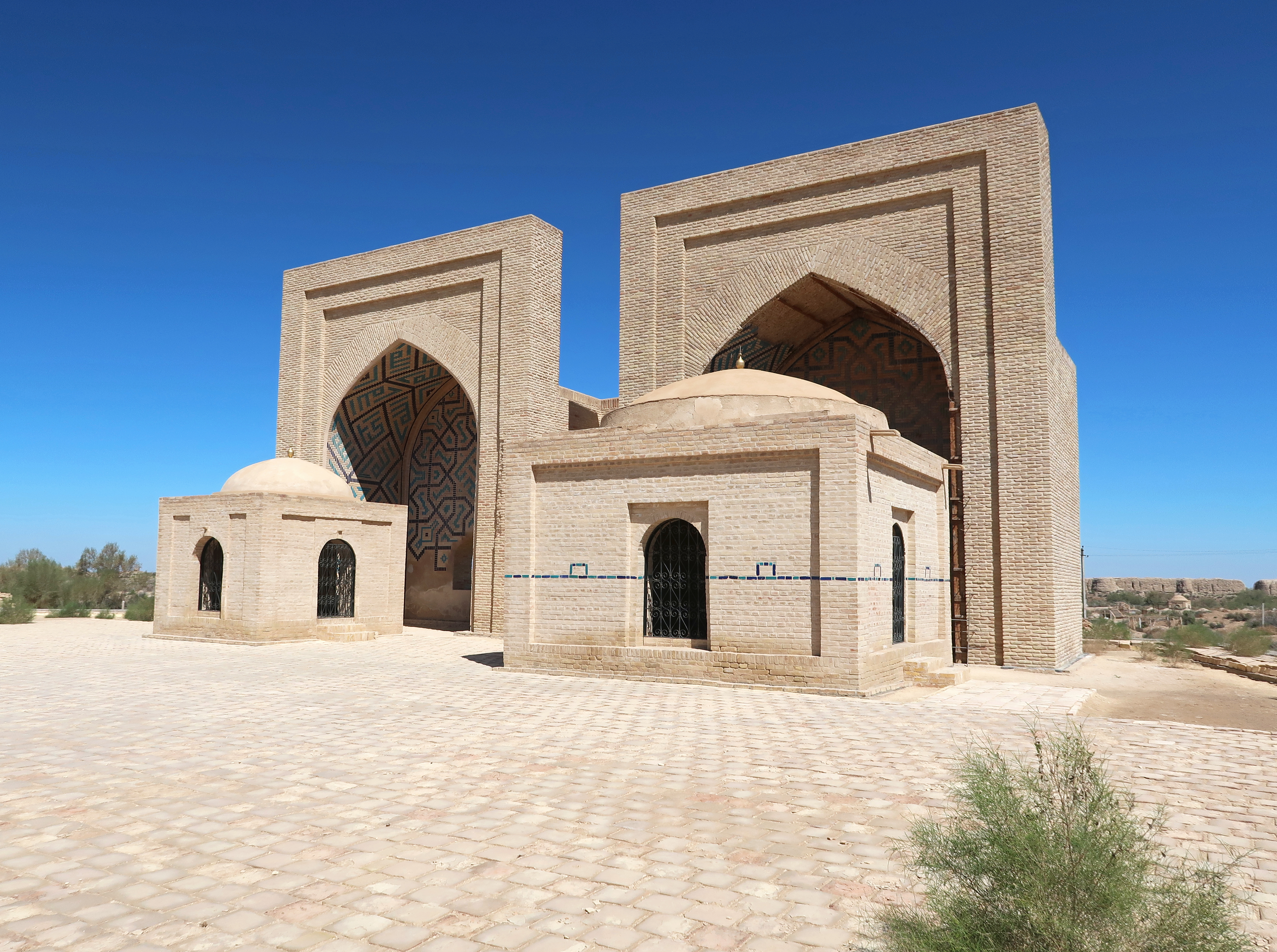
Мавзолеи двух братьев-асхабов, древний Мерв

Нынешними жителями данного оазиса являются в основном туркмены из различных этнографических групп. В Мервском оазисе также имеются относительно крупные меньшинства белуджей и брагуев.

## География
Оазис Мерв расположен на реке Мургаб, которая течет из Афганистана, на южном краю пустыни Каракумы, на 37°30′N и 62°E, примерно в 230 милях (370 км) к северу от Герата и в 280 милях (450 км) к югу от Хивы. Его площадь составляет около 1900 квадратных миль (4900 км²).
Великая горная цепь, которая под названиями Паропамисаде и Гиндукуша простирается от Каспийского моря до Памира, прерывается примерно в 180 милях (290 км) к югу от Мерва. Через этот промежуток или вблизи него параллельно текут на север реки Теджен и Мургаб, пока не теряются в пустыне Каракумы. Таким образом, они превращают Мерв в своего рода сторожевую башню над входом в Афганистан на северо-западе и в то же время создают ступеньку между Северо-Восточной Персией и государствами Бухары и Самарканда.

## Климат
В Мерве сухо и жарко летом и холодно зимой. Летняя жара угнетает. Ветер поднимает облака мелкой пыли, которые наполняют воздух, делая его непрозрачным, почти скрывая полуденное солнце. Эти облака затрудняют дыхание.
Зимой климат приятный. Снег выпадает редко, а когда и выпадает, то сразу тает.
Годовое количество осадков редко превышает 125 мм, и с июня по октябрь часто не бывает дождей. В то время как летом температура может достигать 45 °C, зимой она может быть даже −7 °C.
Средняя годовая температура составляет 16 °C.

## Инфраструктура

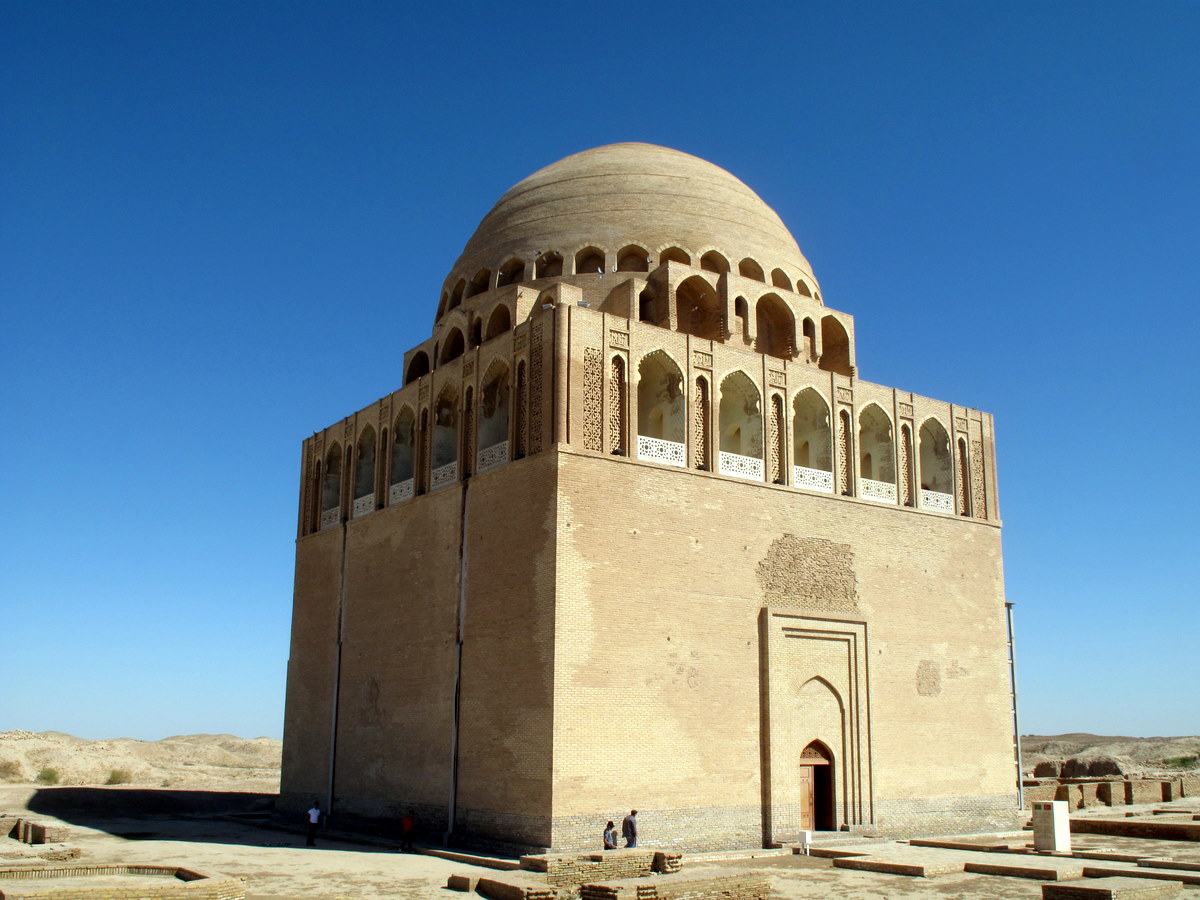
Мавзолей Султана Санджара

- Цитадель Эрк-Кала (туркм. Erk gala) площадью 12 га восходит к эпохе Ахеменидов. Над городищем возвышается здание на монолитной платформе, вокруг — сырцовая стена;
- Крепости Гыз-Гала (туркм. Gyz gala). Большая и Малая Гыз-Гала — небольшие крепости с гофрированными, словно сложенными в складку, наподобие гармошки, стенами. Они поставлены на земляные пандусы с лёгким наклоном. Небольшие окна скрыты в складках стен. Наверху стены оканчиваются зубчатыми бойницами, которые почти не сохранились. Комнаты на первом этаже освещались пятью окнами. Ведущая вниз лестница проходила через аркообразный коридор. Планировку второго этажа можно лишь вообразить по сохранившимся фрагментам. Второй этаж имел также не менее пяти комнат, расположенных вокруг внутреннего двора. Малая Гыз-Гала расположена примерно в ста метрах южнее Большой Гыз-Галы, построена по тому же плану, но сохранилась гораздо хуже. Гофрированный фасад сохранился только на южной и восточной сторонах строения;
- Территория раннесредневекового городища Гяур-Кала (туркм. Gäwur gala) с руинами нескольких буддийских и христианских монастырей, а также двухэтажных замков вельмож;
- Городище Султан-Кала (туркм. Soltan gala) в форме неправильного четырёхугольника — ядро столицы тюрков-сельджуков, несколько западнее Гяур-Калы;
- Цитадель Шахрияр-арк (туркм. Şahryýar gala) относится к сельджукскому периоду и включает протяжённые руины казарм и дворцовых сооружений, а также мавзолей Санджара;
- Мавзолей Мухаммеда-ибн-3ейда (туркм. Muhammet ibn Zeýdiň kümmeti) на пригородной территории сельджукской столицы — возведён ок. 1112 г;
- Южное городище Абдулла-хан-Кала (туркм. Abdylla-han gala) представляет последний период застройки Мерва и отличается регулярной планировкой (дворец, мечети, медресе, мавзолеи).

## В кинематографе
Советский кинофильм Белое солнце пустыни частично снимался на территории Древнего Мерва.

## Галерея

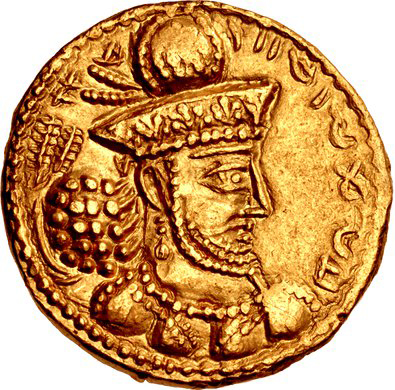
Монета шаха Сасанидов Шапура III, отчеканенная в Мерве
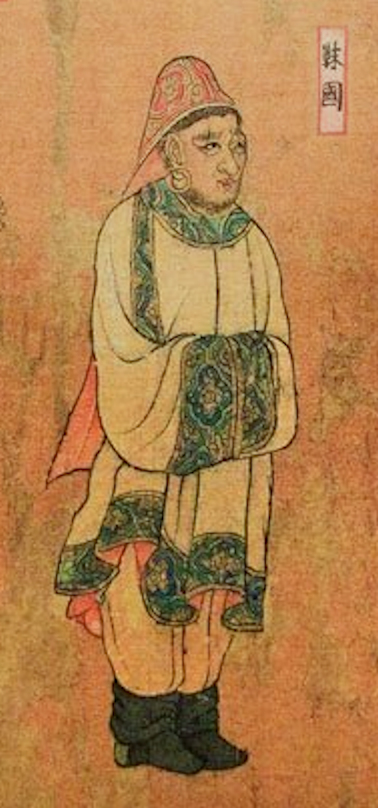
Посол Мерва (кит. 靺國 Могуо) к династии Тан. Портреты периодического предложения (кит. 王會圖), около 650 г.
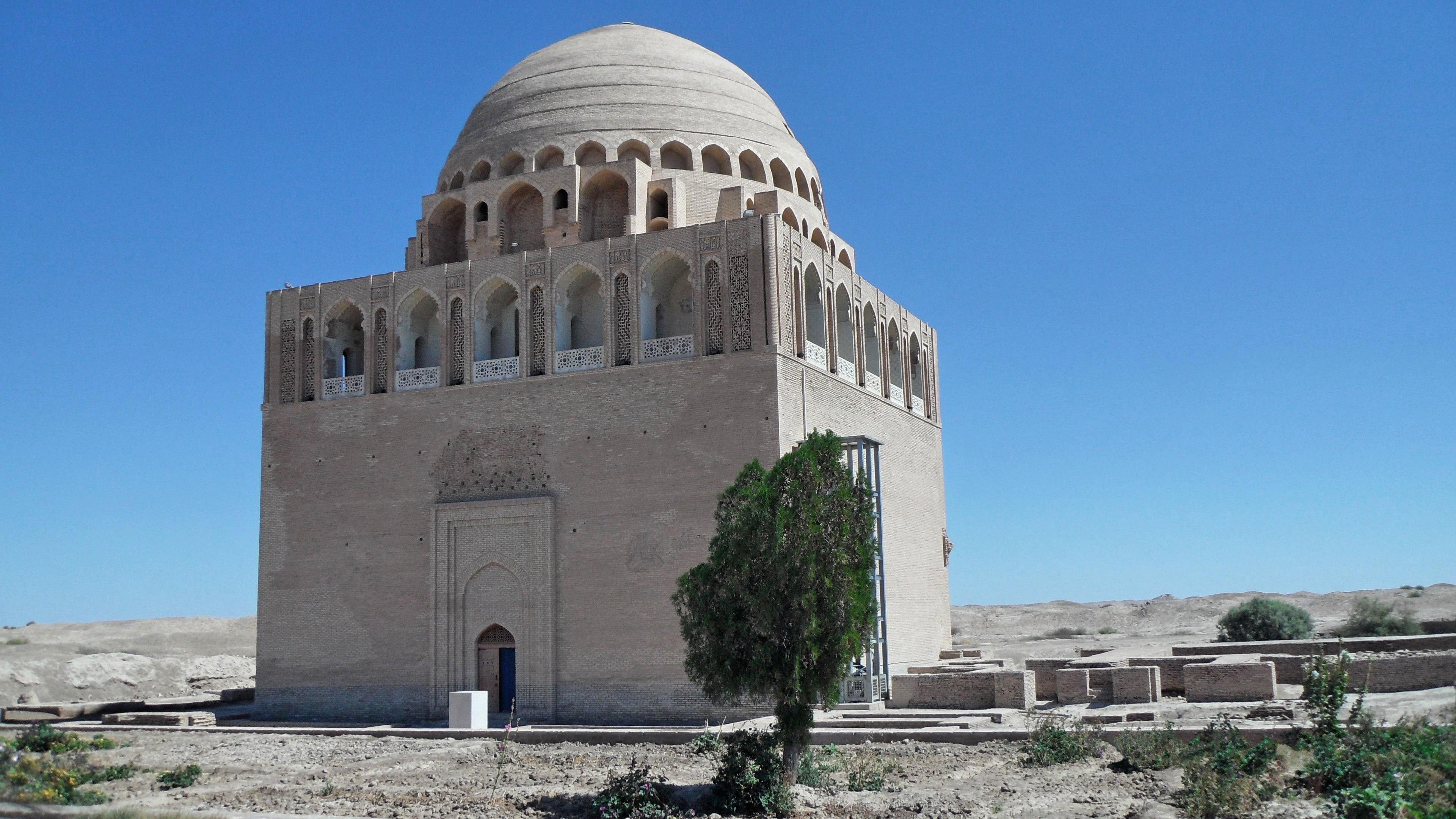
Мавзолей сельджукского султана Ахмада Санджара
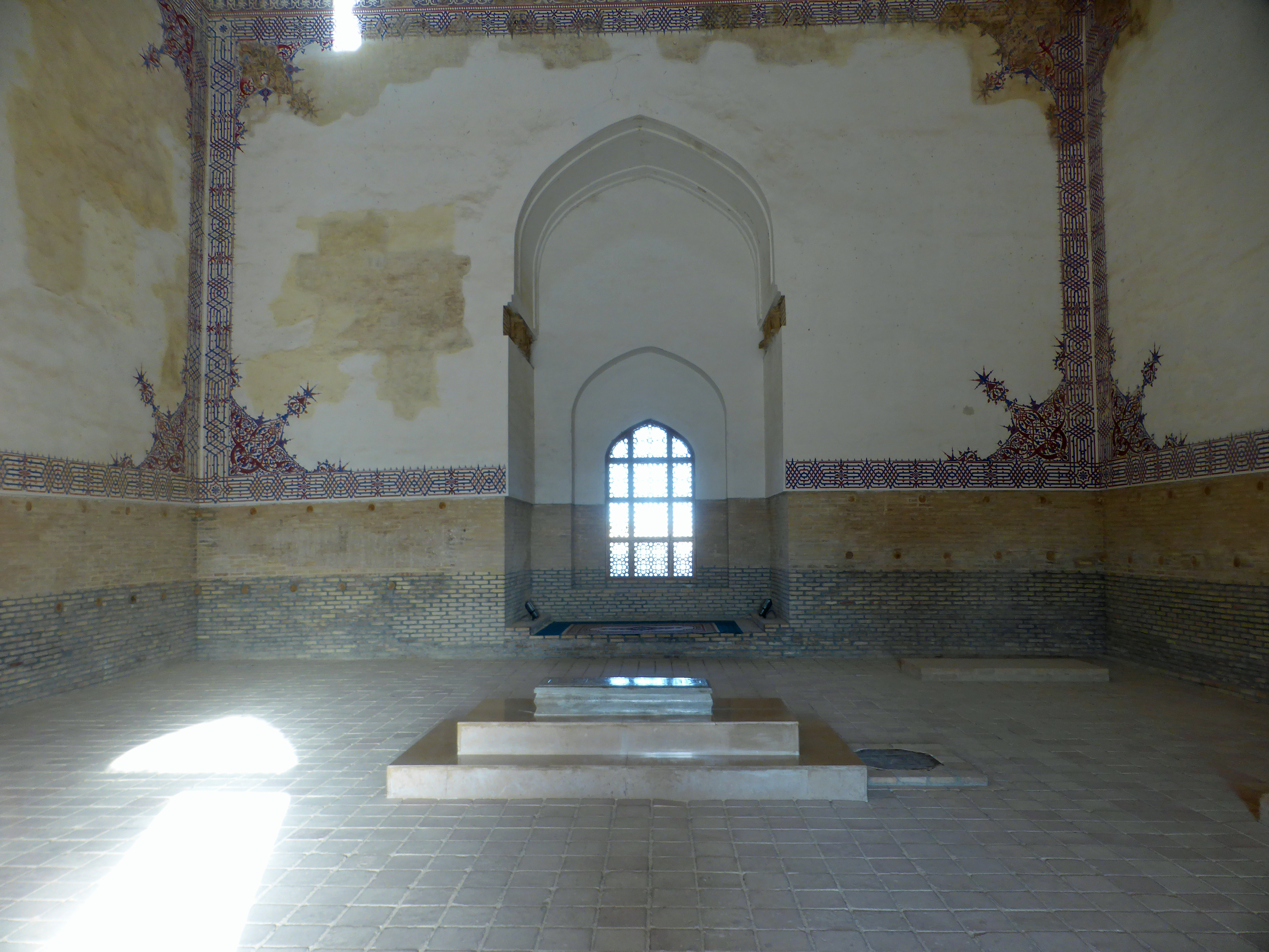
Внутри мавзолея Ахмада Санджара
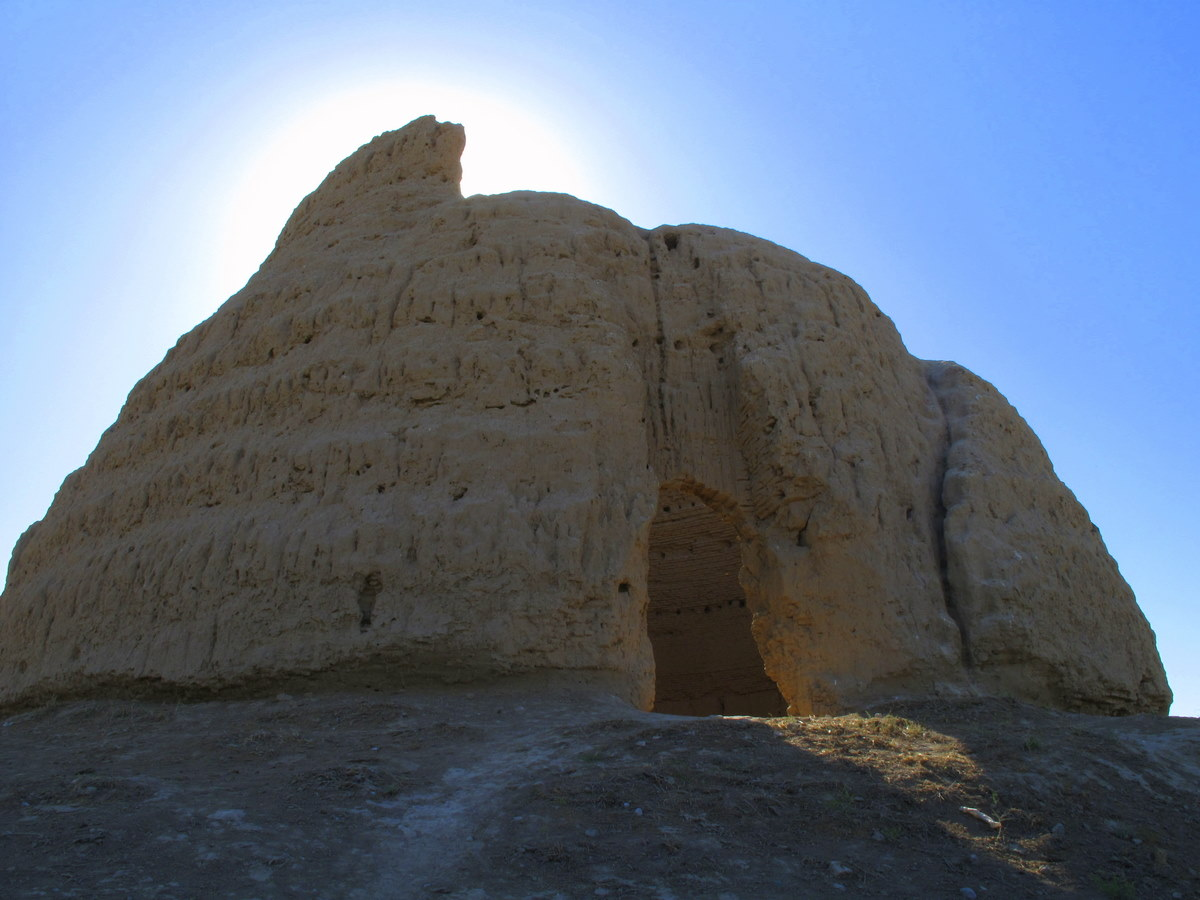
Большой Ледяной дом VII века, Мерв
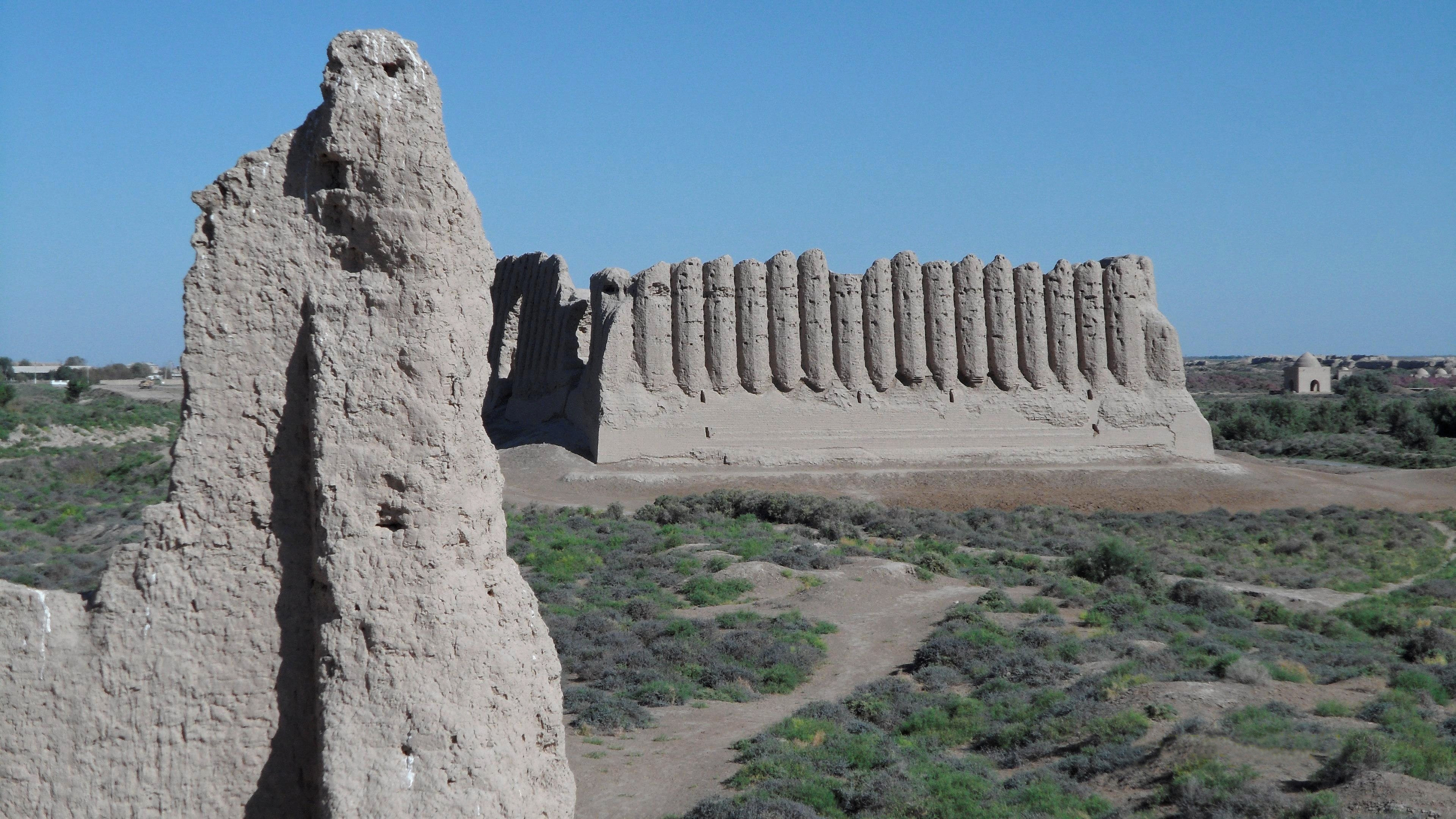
Большая Гыз-Гала (крепость), Мерв
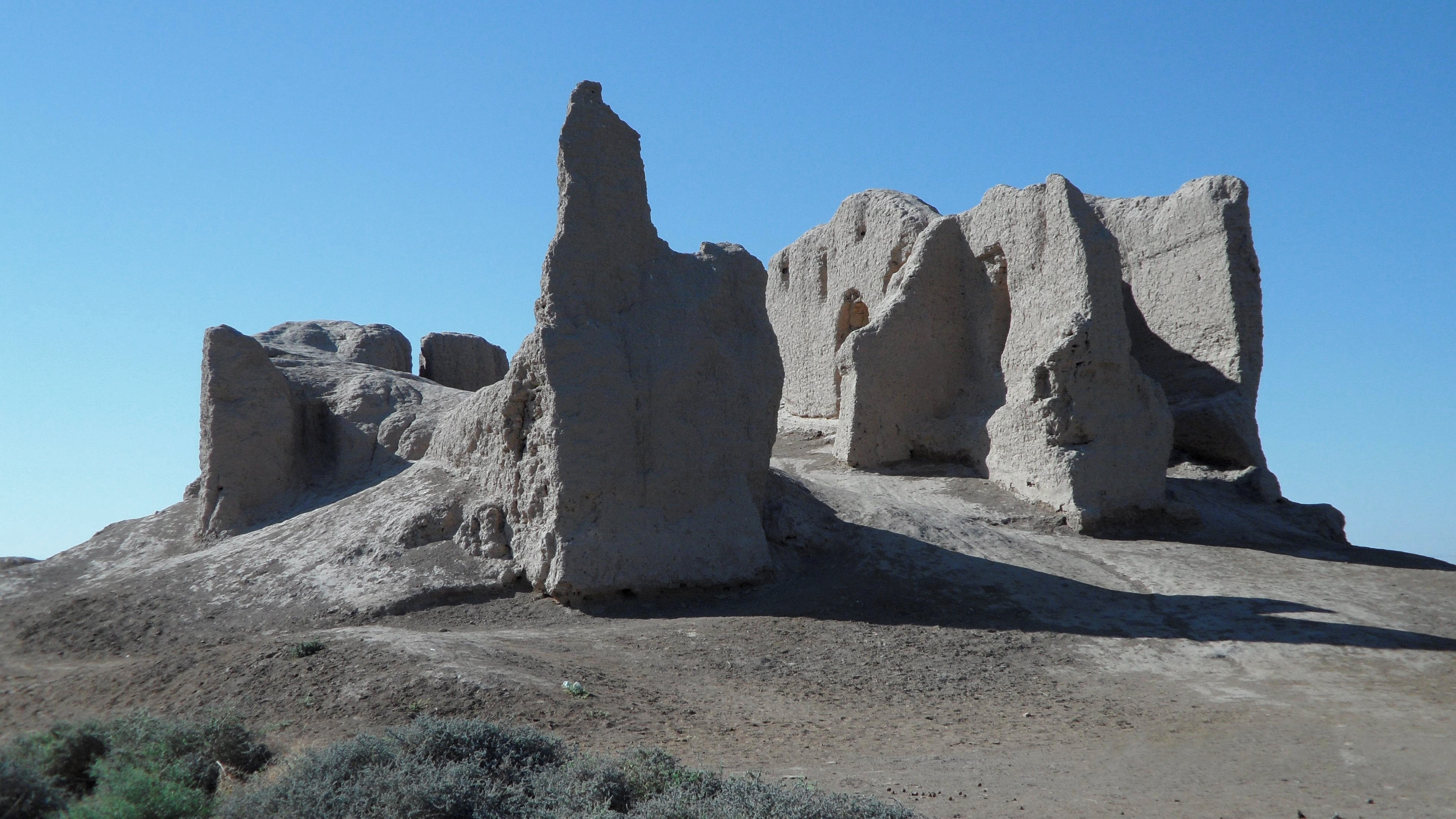
Малая Гыз-Гала (крепость), Мерв
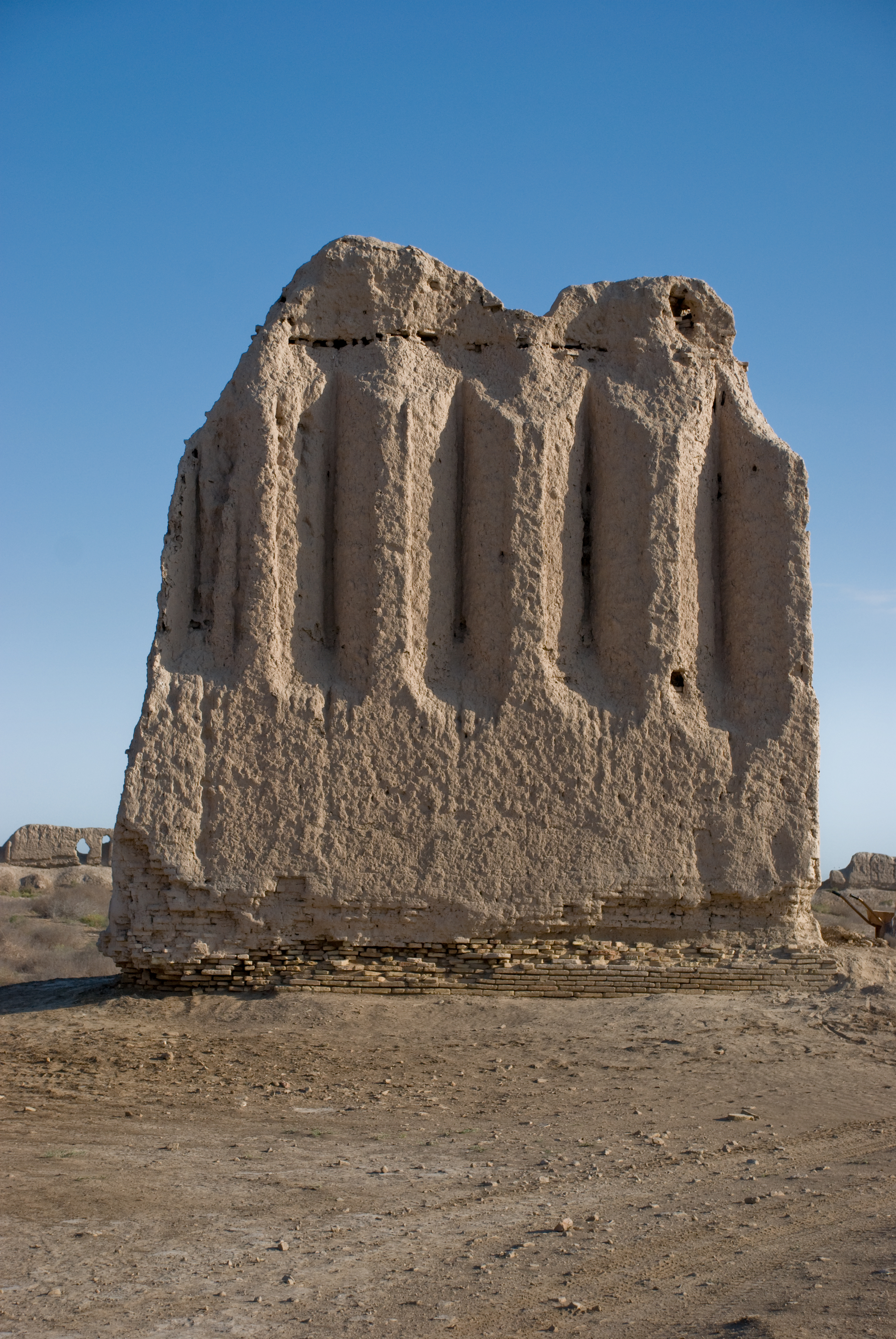
Внешний вид южной стены Кепдериханы
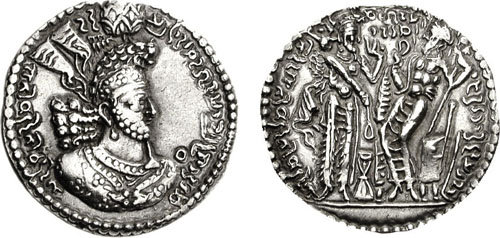
Хормизд I Кушаншах, Мервский монетный двор
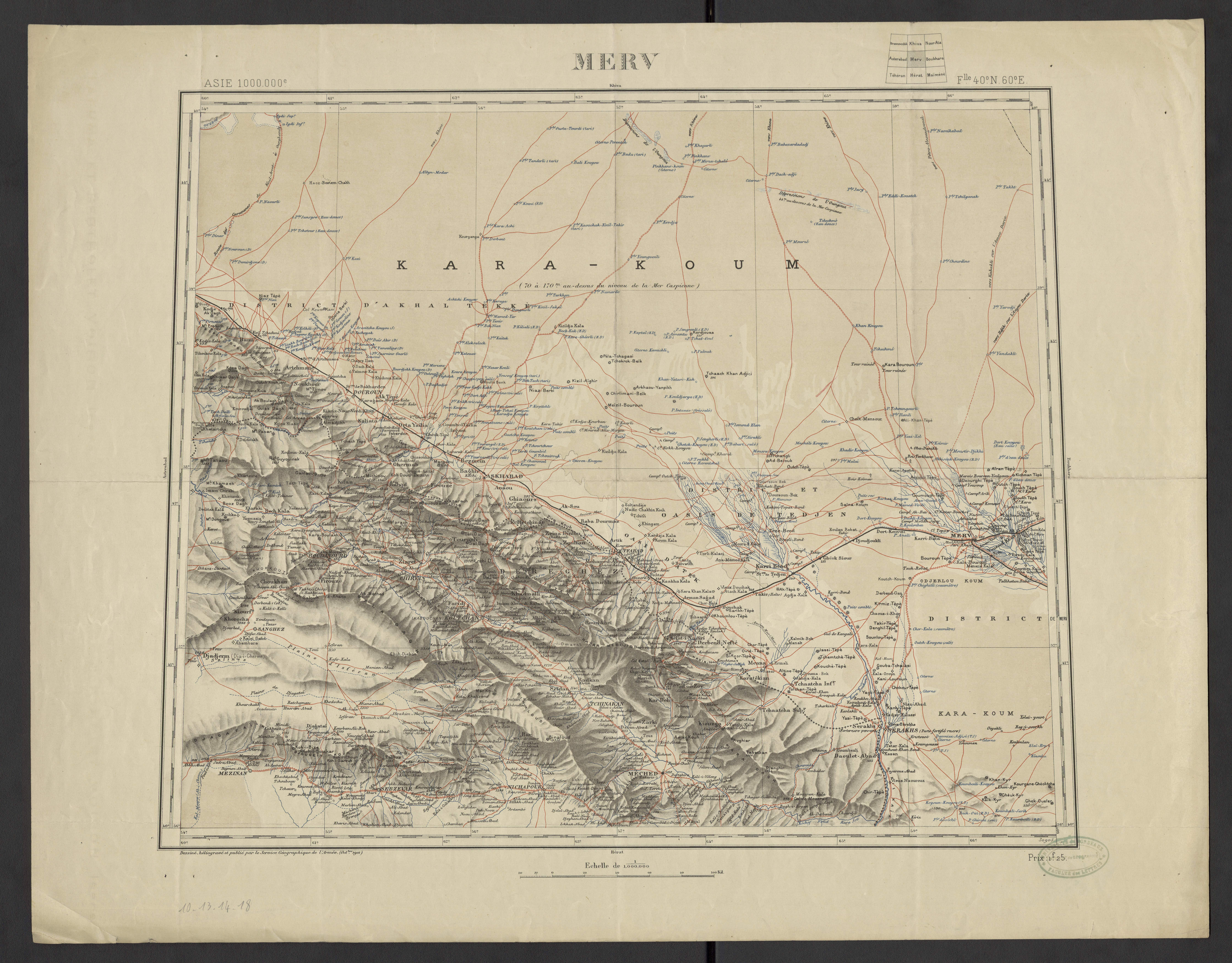
Мервский оазис на карте 1913 года
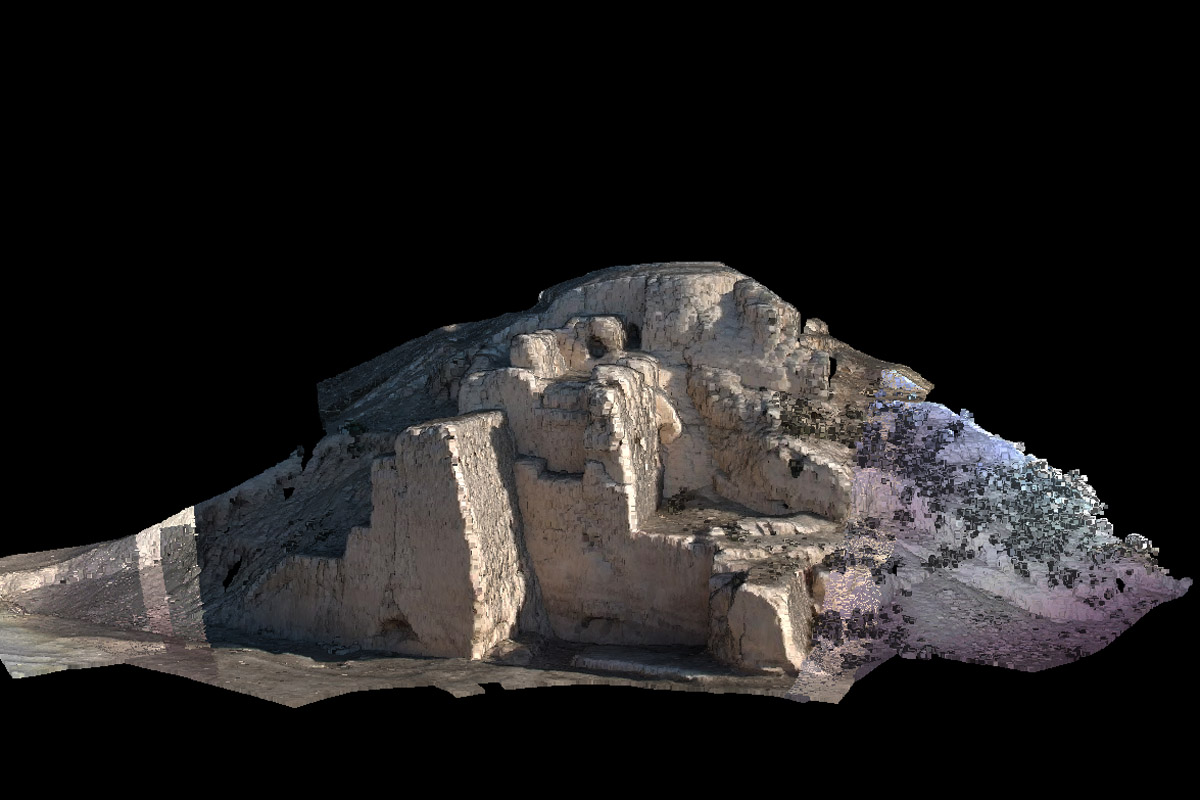
Фототекстурированное 3D-лазерное сканирование изображения городских стен Гяур-кала
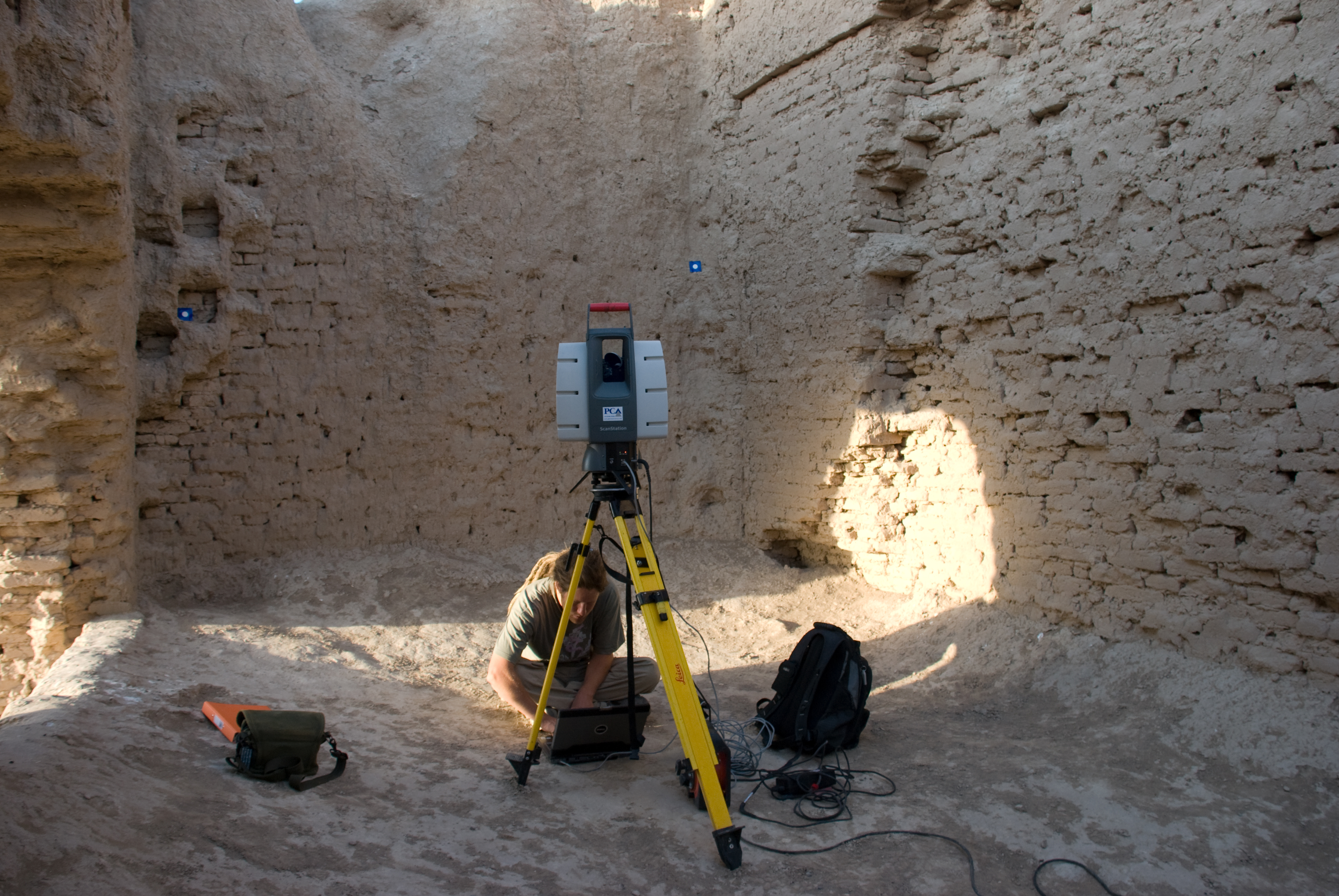
Интерьер Кепдериханы с 3D-лазерным сканером для работы
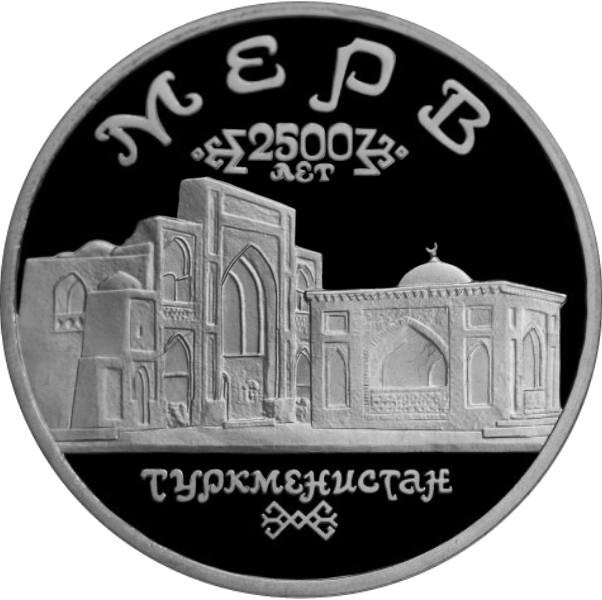
Достопримечательности древнего Мерва на памятной монете России 1993 г.
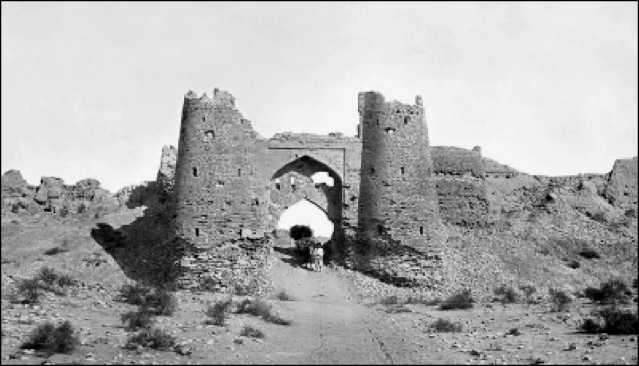
Древний Мерв (конец XIX века)
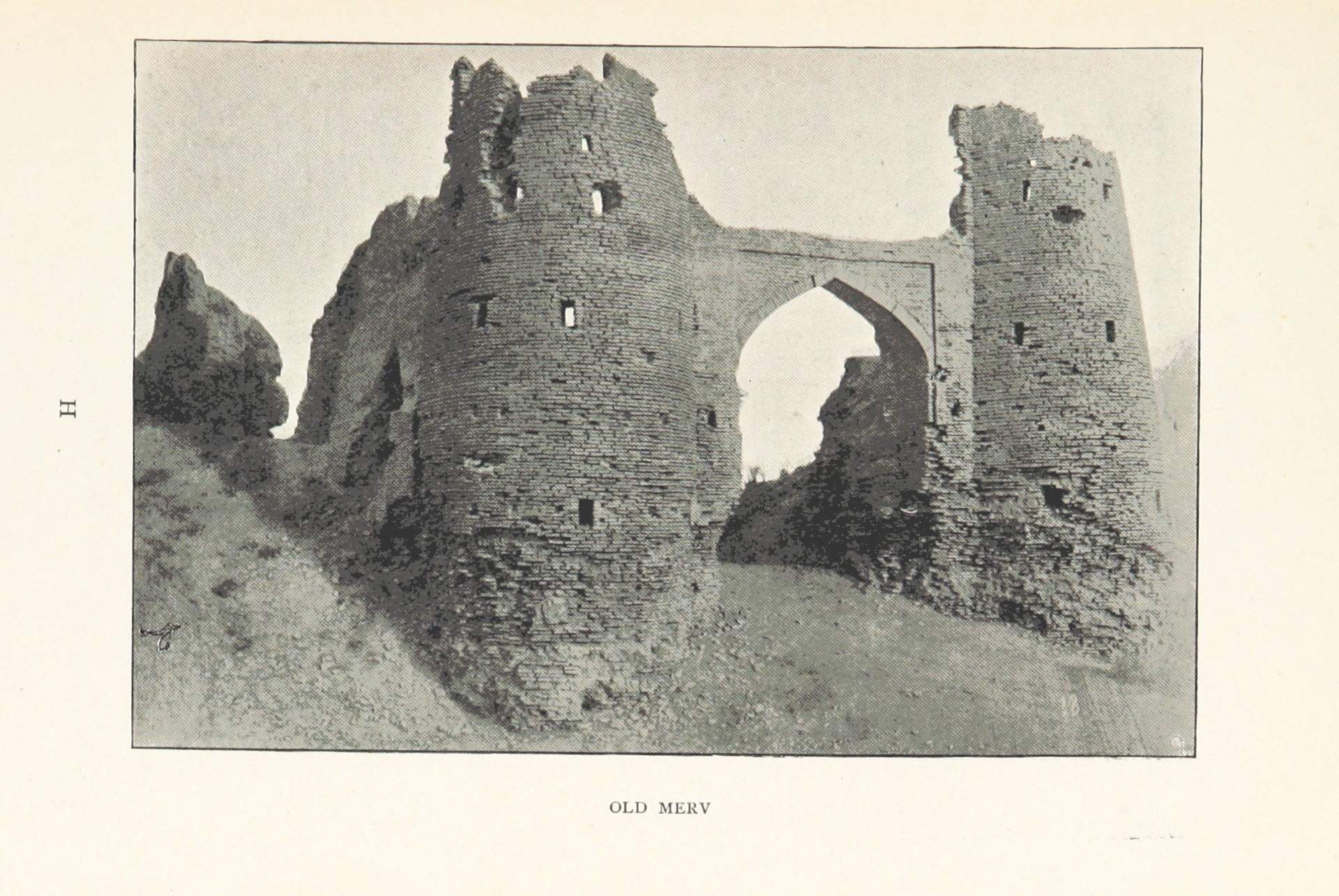
Мерв, 1899 г.
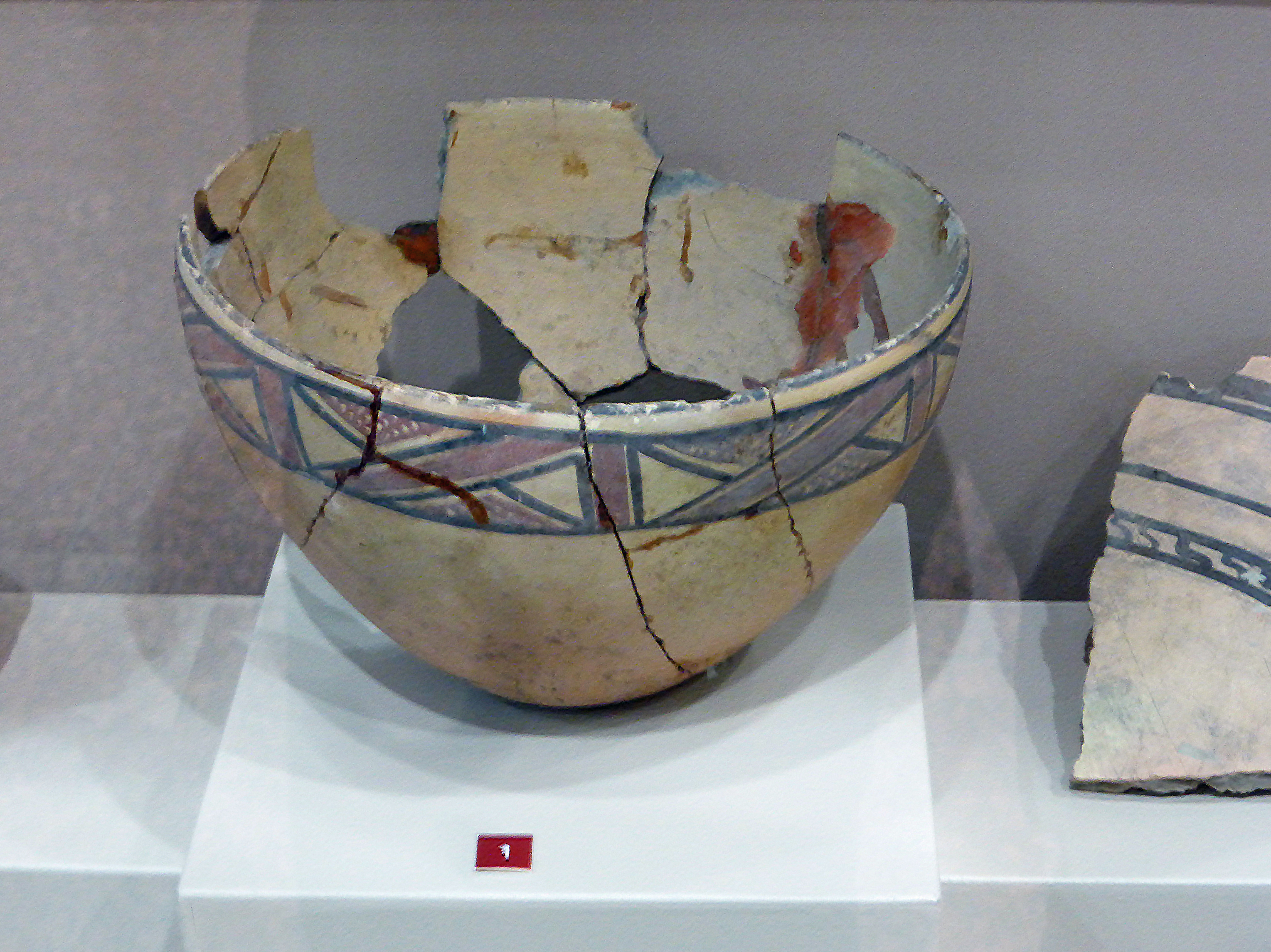
Керамика Мерва
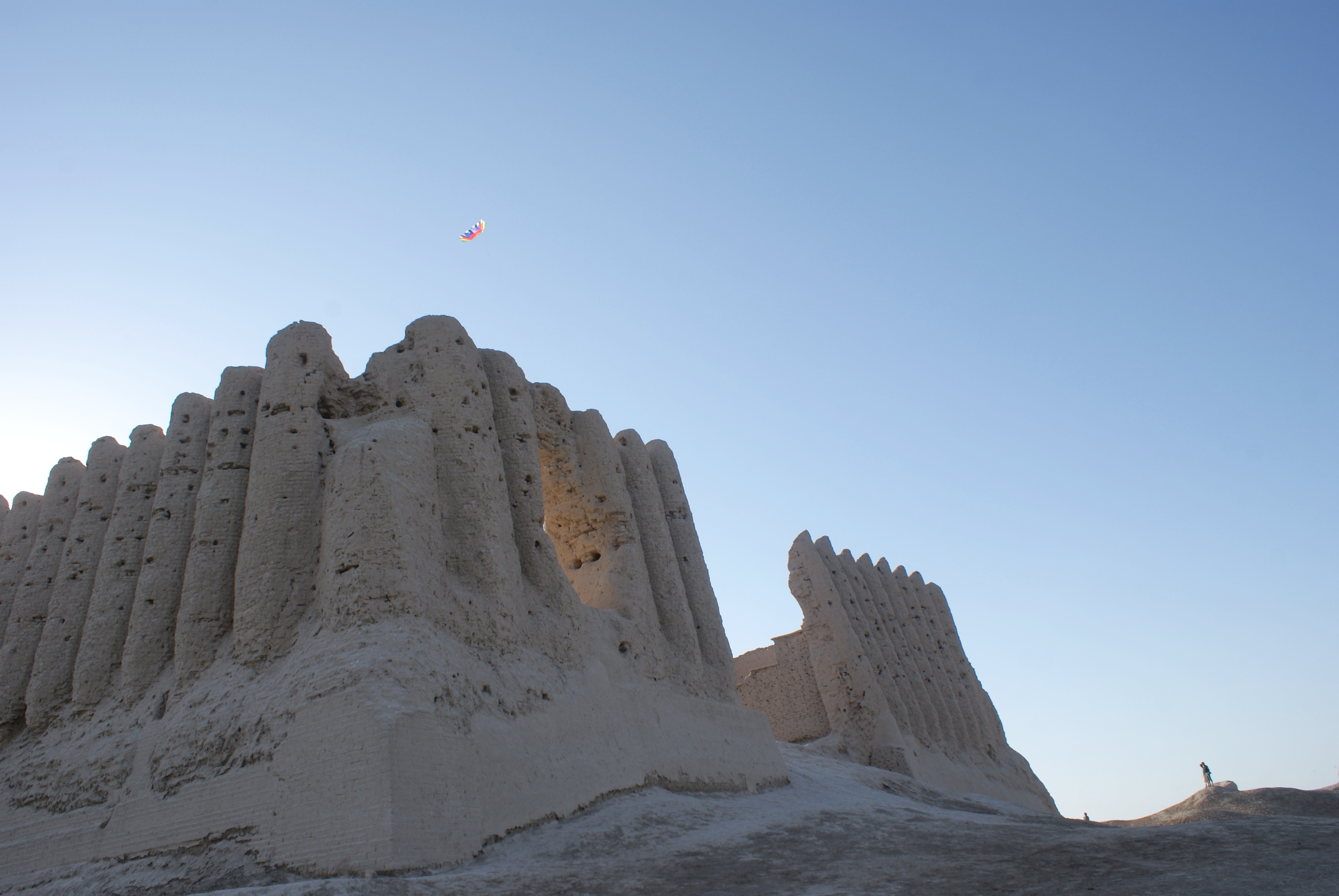
Большая Гыз-Гала
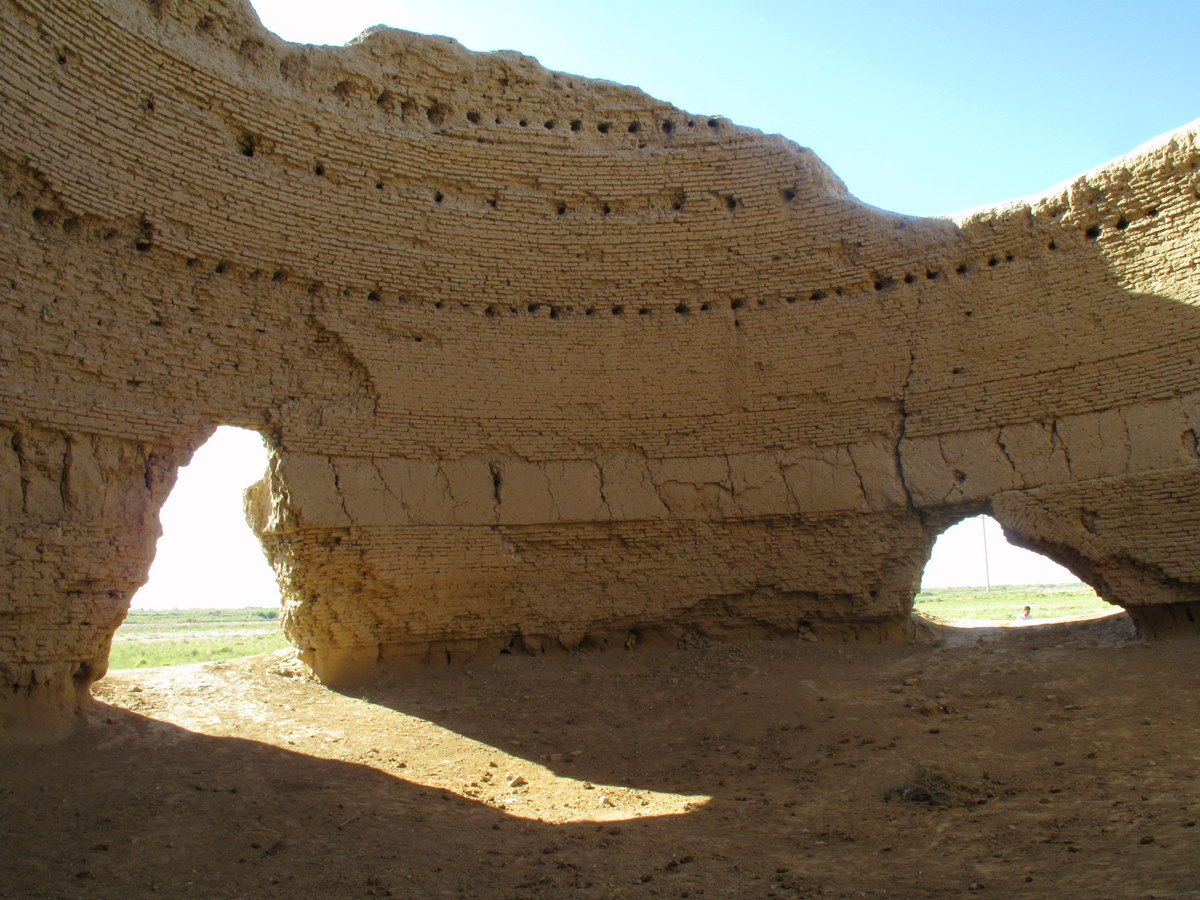
Интерьер Ледяного дома
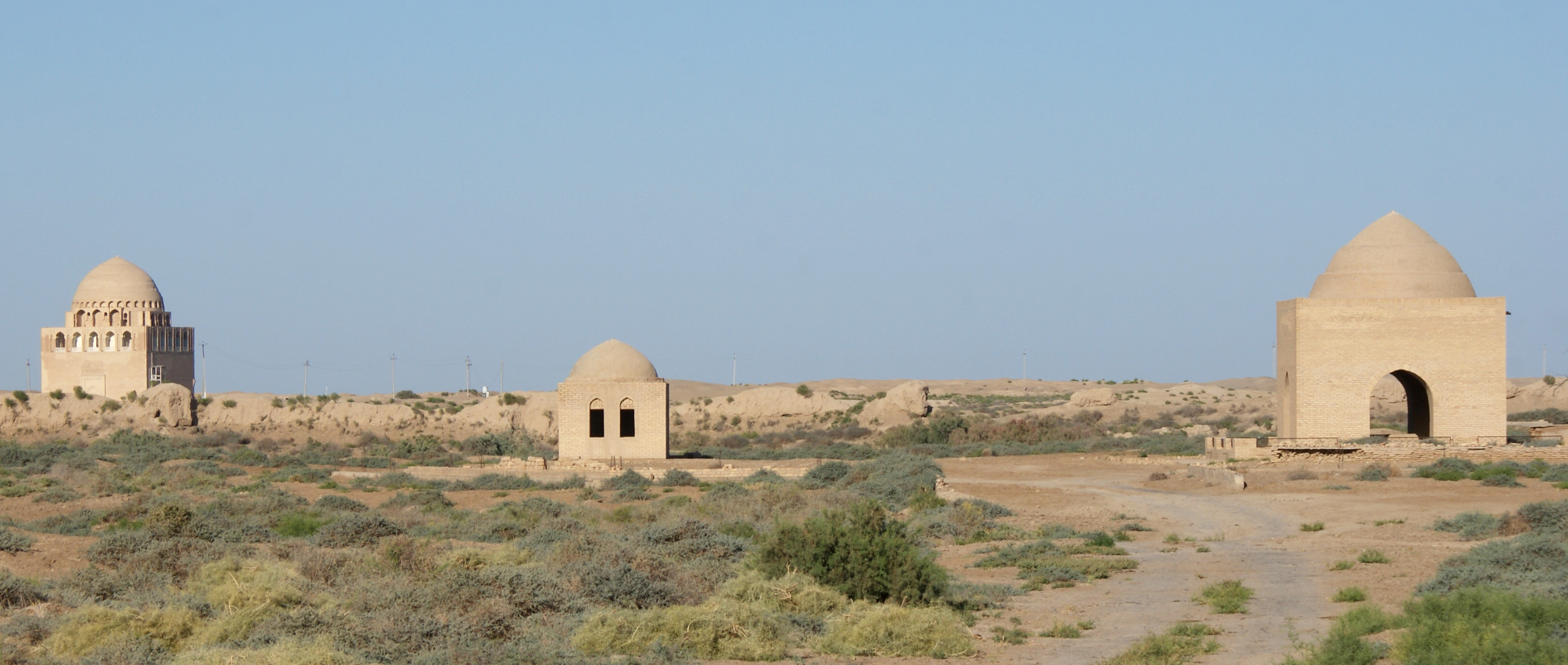
Комплекс мавзолея Кыз Биби
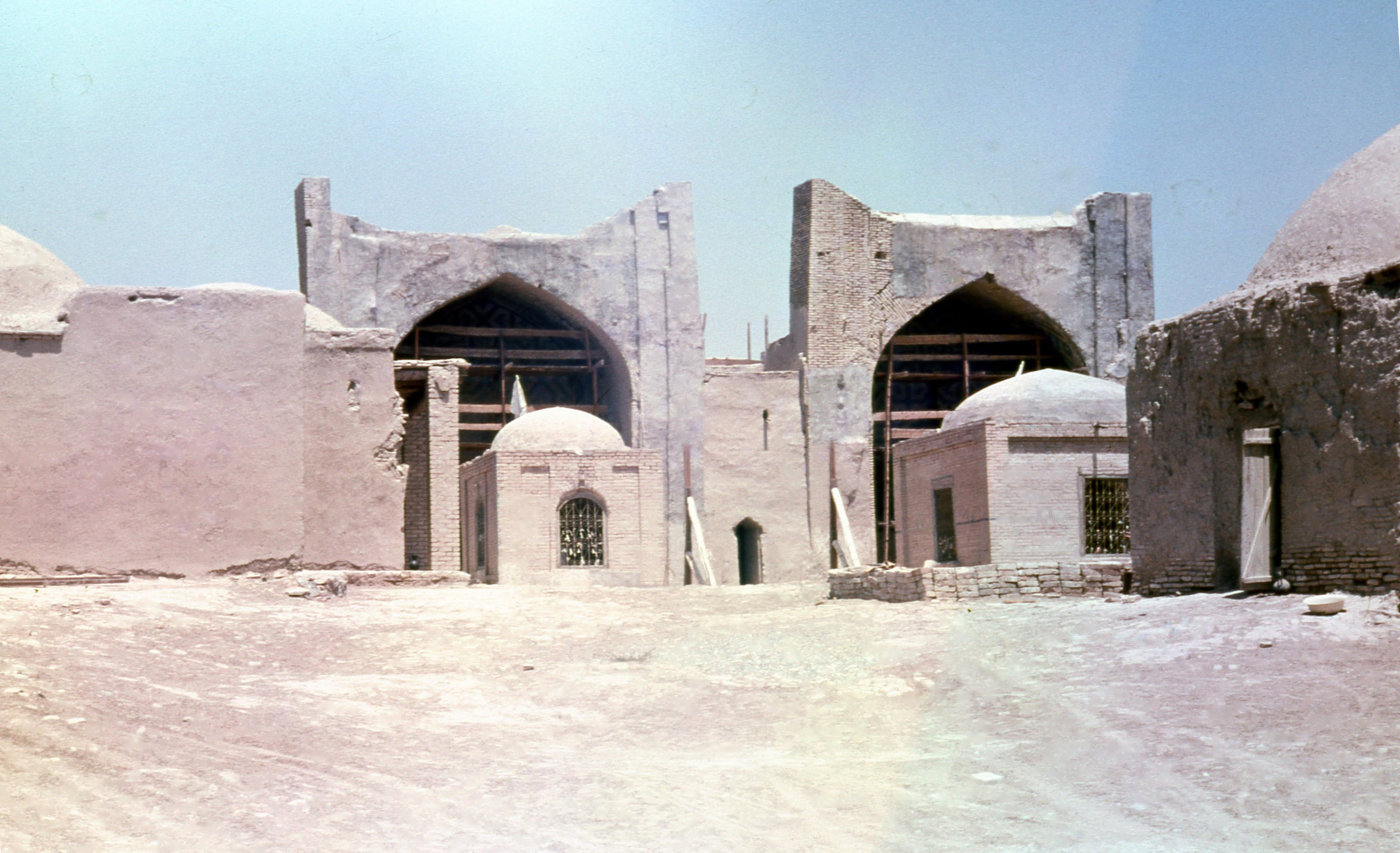
Гробница братьев-сахабов на территории древнего Мерва, фотографическое изображение 1981 г.